# Libro de los millones
El Libro de los millones, también llamado Censo de los millones, es un censo realizado el año 1591 en las tierras pertenecientes a la Corona de Castilla en la península ibérica salvo las tres provincias vascas y el reino de Navarra. Se elaboró como base para recaudar un nuevo impuesto, llamado el de los Millones, instaurado por Felipe II en 1590. Este libro constituye una fuente documental importantísima para conocer la demografía y la economía en la época de los Austrias. 

## Historia

Territorios representados por las ciudades con voto en Cortes en el siglo XVI (se colorea también el territorio de las "provincias vascongadas" o "exentas", de régimen foral propio, que no enviaban procuradores a Cortes, tampoco el reino de Navarra, que ya estaba incorporado, pero conservaba sus propias Cortes.)

Como consecuencia del desastre de la Gran Armada el rey Felipe II obtuvo de las Cortes de Castilla, celebradas de 1588 a 1590, autorización para un nuevo impuesto que se cifraba en ocho millones de ducados (3000 q, tres mil millones de maravedíes), a pagar en seis anualidades a partir del segundo semestre de 1590. El llamado «donativo» recaería sobre todos los vecinos sin distinción de Estados (solo estaba exenta la Orden mendicante de los Franciscanos). Incluía, pues, a los hidalgos y títulos de la Corona (Estado noble), a los pecheros propiamente dichos (Estado llano) y al clero secular y regular (Estado eclesiástico).
En un principio el reparto de las cantidades para recaudar en cada territorio se organizó de acuerdo a la información obtenida en el Censo de Pecheros, ordenado por Carlos I en 1528, pero diversos problemas y quejas dieron lugar a la creación de un nuevo censo, el Censo de los Millones de 1591.
El censo de 1591 constituyó la fuente más fiable de información demográfica sobre la Corona de Castilla hasta la realización, ya el siglo XVIII, del Vecindario de Campoflorido (1717) y el Catastro de Ensenada (1749-1755). Una parte de los datos y documentos del censo de 1591 fue publicada por el archivero Tomás González en 1829 con base en la documentación conservada en el Archivo General de Simancas. En 1982, el Instituto Nacional de Estadística publicó un facsímil de la obra de Tomás González junto con un estudio analítico e índices por poblaciones.

## Censo
El censo de 1591 incluyó a todos los vecinos: no solo a los pecheros (que eran los que normalmente pagaban impuestos) sino también a los hidalgos y a los eclesiásticos.
El censo no se realizó en Madrid, que se calculó en 7500 vecinos, ni en otros muchos puntos. Para Sevilla ciudad, se hablaba de 18.000 vecinos, de los que 14.000 eran pecheros, si bien hoy día se estima que la cifra real de vecinos debía superar los 28.000.
En el caso del reino de Granada, incorporado a la Corona de Castilla un siglo antes, su reino gozaba de cierta autonomía en los tributos. Pagaba las fardas y los servicios especiales impuestos a los moriscos, lo que le dejaba libre de los servicios ordinarios y extraordinarios, y por ello rehusó pagar el impuesto de los Millones. Pero al final hubo de hacerlo, por lo que se calculó a ojo de buen cubero que el Reino de Granada representaba aproximadamente el 5% de toda la corona. La cantidad asignada permaneció sin corregir hasta el final de los seis años.